# Debreceni VSC (håndbold)
Debreceni Vasutas Sport Club  er en ungarsk håndboldklub, der kommer fra Debrecen i Ungarn. Klubben spiller for tiden i Nemzeti Bajnokság I. Klubben blev grundlagt i 1948 og har Zoltán Szilágyi som træner.

## Resultater

### Nationale resultater
Nemzeti Bajnokság I
- Vinder (2): 1955, 1987
- Sølv (8): 1985, 1988–89, 1989–90, 1993–94, 1994–95, 1995–96, 2009–20, 2010–11
- Bronze (4): 1986, 1990–91, 1992–93, 2009–09

Magyar Kupa
- Vinder (5): 1985, 1987, 1988-1989, 1989–90, 1990–91
- Sølv (7): 1983, 1986, 1988, 1995–96, 2000–01, 2008–09, 2010–11, 2020-21

### Europæiske resultater
EHF Cup Winners' Cup
- Sølv (2): 1989–90, 1991–92

EHF Cup
- Vinder (2): 1994–95, 1995–96
- Sølv (1): 1993-94
- Semifinalist: 2005-06

## Spillertruppen 2022-23
| Målvogtere - 12 Vanessa Torda - 16 Ann-Cathrin Giegerich - 94 Catherine Gabriel Fløjspillere RW - 28 Alexandra Töpfner - 88 Mariana Costa LW - 24 Míra Vámos - 71 Mirtill Petrus Stregspillere - 13 Petra Tóvizi - 18 Réka Bordás | Bagspillere LB - 44 Gréta Kácsor - 73 Karyna Jozjykava - 77 Krisztina Anna Panyi - 92 Dóra Hornyák CB - 25 Liliána Csernyánszki - 38 Petra Vámos - 81 Nina Szabó RB - 05 Konszuéla Hámori - 43 Szimonetta Planéta |

### Transfers
Transfers i sæsonen 2023-24
| Tilgange | Afgange |

### Personale
- Cheftræner:  Zoltán Szilágyi
- Målvogtertræner, statistiker:  Grega Karpan
- Masseur: Attila Kazsimér